# International Federation of Women in Legal and Juridical Careers
International Federation of Women in Legal and Juridical Careers (FIFCJ), var en internationell kvinnoorganisation, grundad 1928.
Organisationen grundades av kvinnliga advokater och domare från Estland, Tyskland, Frankrike, Spanien, Polen och Storbritannien för att verka för kvinnor inom juridiska yrken, för att verka för fred och kvinnors professionella rättigheter och möjligheter att studera lag och juridik. Det var den första varaktiga organisationen för kvinnliga jurister (den första var den kortvariga Woman's International Bar Association 1888).